# Bucephalandra motleyana
Bucephalandra motleyana är en kallaväxtart som beskrevs av Heinrich Wilhelm Schott. Bucephalandra motleyana ingår i släktet Bucephalandra och familjen kallaväxter. Inga underarter finns listade.